# Stemmops mellus
Stemmops mellus là một loài nhện trong họ Theridiidae.
Loài này thuộc chi Stemmops. Stemmops mellus được Herbert Walter Levi miêu tả năm 1964.